# Стоил Станев
Д-р Стоил Станев е български общественик, финансист, предприемач и учител.

## Биография
Роден е в Русе през 1876 г. в търговско семейство. Следва политическа икономия в Лайпциг, в Швейцария, завършва икономически науки в Хайделбергския университет с докторат. През 1897 г. основава в Русе „Първа българска плетачна фабрика“. Бил е прокурист на Българската търговска банка в Русе. Занимава се с покупко-продажба на ценни книжа. От 1903 до 1912 г. е учител в германското търговско училище в Русе. Той е един от първите социалдемократи в Русе и секретар на Българската работническа социалдемократическа партия през 1896 г. След нейното разцепление през 1903 г., което става на конгрес в Русе, д-р Стоил Станев остава широк социалист.

## Семейство
Женен е за Мика Стоянова и има син.